# Мољење Данила Заточеника
Мољење Данила Заточеника (рус. Моление Даниила Заточника; Слово Данила Заточника) је писани споменик древне руске књижевности са краја 12. и почетка 13. вијека. Познате су двије верзије овог дјела, прва насловљена кнезу Јарославу Владимировичу, а друга кнезу Јарославу Всеволодовичу.
Према Д.С.Лихачеву прва редакција дјела Данила Заточника носи наслов "Слово", а друга "Моление".
Није познато ко је био Данило Заточник, али је установљено да потиче из нижих слојева друштва, али не и са самог друштвеног дна јер се ипак усуђује да се директно обраћа кнезу. Нашавши се у тешкој животној ситуацији Данило моли помоћ од кнеза.
Текст је настао уочи најезде Татара на Русију, а у форми писма - молбе упућене кнезу. Данило не моли кнеза да га заштити од освајачких хорди већ од насилних феудалаца и лицемјерних и халапљивих калуђера. Аутор тражи право на поштовање свих људских вриједности, али поштује и феудалну подјелу друштва. 
Неоспорно је да дјело говори о самом свом аутору и да је у питању човјек изузетног образовања и талента. Данилов хумористично - сатирични приступ важним животним питањима је новина у тадашњој руској књижевности. Двије верзије дјела се разликују и по томе што прва (Слово) поред стварања лика идеалног кнеза своју сатиру усмјерава и на "зле жене", док се друга (Моление) бави темом бољара и калуђера. 
Данилов текст обилује цитатима из Библије, сатиром, пословицама и поукама. Карактеристичан је његов однос према женама који је на моменте мизогин. Ипак, прави дистинкцију између добрих и злих жена: "А зла жена, кад је бијеш, бјесни; кад си са њом фин, дигне нос; у богатству - поносна је, а у сиромаштву - о другима збори ружно." 

###### Поуке Данила Заточника[1]
- Рукопис "Мољење Данила Заточеника" из XVI вијека

"Господине мој! Не гледај ме како изгледам, но какав сам изнутра. Ја сам, господине, иако одјећом сиромашан, разумом богат." 
"Јер, кад паметна човјека некуд пошаљеш, мало ћеш му објаснити, а кад глупога пошаљеш и сам ћеш за њим кренути."
"Боље је слушати свађу мудрих, но савјете глупих."
"Мртва нећеш насмијати, а глупа научити."
"Савјетујући се с добрим савјетником, кнез ће до висока пријестола доћи, а са слабим савјетником - и свој ће изгубити."
"Добра жена украс је и весеље мужу, а зла жена - туга је љута и разур дома."